# Love of My Life (telenovela)
Love of My Life é uma telenovela filipina exibida pela GMA Network desde 3 de fevereiro de 2020 a 19 de março de 2021, estrelada por Coney Reyes, Carla Abellana, Mikael Daez e Rhian Ramos.

## Elenco
- Coney Reyes como Isabella Gonzales[1]
- Carla Abellana como Adelle Nisperos-Gonzales[1]
- Mikael Daez como Nikolai Gonzales[1]
- Rhian Ramos como Raquel "Kelly" Generoso[1]
- Vaness del Moral como Joyce Castro[2]
- Geleen Eugenio como Eden Layug[2]
- Samantha Lopez como Janice Bustamante[2]
- Maey Bautista como Charmaine "Cha-Mae" Facundo[2]
- Ethan Hariot como Gideon Generoso
- Raphael Landicho como Andrei Nisperos-Gonzales
- Djanin Cruz como Diane Victorino
- Ana De Leon como Liezel Canlas
- Levi Ignacio como Arsing Valdez[3]
- Carl Guevarra como Kiel Oliveros[3]
- Dino Pastrano como Elmer Nisperos[2]
- Anna Marin como Siony Nisperos[2]
- Johnny Revilla como Enrico Gonzales

## Exibição
| País/Região      | Emissora     | Data de estréia        | Data de final       | Título          |
| ---------------- | ------------ | ---------------------- | ------------------- | --------------- |
| Filipinas        | GMA Network  | 3 de fevereiro de 2020 | 19 de março de 2021 | Love of My Life |
| Estados Unidos   | GMA Pinoy TV | fevereiro de 2020      | março de 2021       | Love of My Life |
| Canadá           | GMA Pinoy TV | fevereiro de 2020      | março de 2021       | Love of My Life |
| Japão            | GMA Pinoy TV | fevereiro de 2020      | março de 2021       | Love of My Life |
| Taiwan           | GMA Pinoy TV | fevereiro de 2020      | março de 2021       | Love of My Life |
| Hong Kong        | GMA Pinoy TV | fevereiro de 2020      | março de 2021       | Love of My Life |
| Malásia          | GMA Pinoy TV | fevereiro de 2020      | março de 2021       | Love of My Life |
| Indonésia        | GMA Pinoy TV | fevereiro de 2020      | março de 2021       | Love of My Life |
| Singapura        | GMA Pinoy TV | fevereiro de 2020      | março de 2021       | Love of My Life |
| Papua-Nova Guiné | GMA Pinoy TV | fevereiro de 2020      | março de 2021       | Love of My Life |
| Austrália        | GMA Pinoy TV | fevereiro de 2020      | março de 2021       | Love of My Life |
| Nova Zelândia    | GMA Pinoy TV | fevereiro de 2020      | março de 2021       | Love of My Life |
| Europa           | GMA Pinoy TV | fevereiro de 2020      | março de 2021       | Love of My Life |
| Médio Oriente    | GMA Pinoy TV | fevereiro de 2020      | março de 2021       | Love of My Life |